# Alcis subnitida
Alcis subnitida är en fjärilsart som beskrevs av W. Warren 1893. Alcis subnitida ingår i släktet Alcis och familjen mätare. Inga underarter finns listade i Catalogue of Life.